# Epiblema arizonana
Epiblema arizonana es una especie de polilla del género Epiblema, familia Tortricidae.
Fue descrita científicamente por Powell en 1975.

## Distribución
Se encuentra en los Estados Unidos (Arizona).